# Aneta Arak
Aneta Arak, po mężu Goska (ur. 14 sierpnia 1972 w Warszawie) – polska zawodniczka judo, medalistka mistrzostw Polski i Igrzysk Dobrej Woli. W 1991 roku ukończyła III Liceum Ogólnokształcące im. gen. Józefa Sowińskiego w Warszawie.

## Kariera sportowa
Była zawodniczką AZS UW Warszawa (1985-1990) i BKS Yawara Warszawa (od 1991). W 1994 zdobyła srebrny medal Igrzysk Dobrej Woli w kategorii 61 kg, w 1995 srebrny medal mistrzostw Europy w turnieju drużynowym. W 1993 została wicemistrzynią Polski w kategorii 56 kg, w tej samej kategorii wagowej zdobywała brązowe medale mistrzostw Polski w 1991 i 1992, a w 1995 zdobyła brązowy medal MP w kategorii 61 kg. W 1995 roku brała również udział w Mistrzostwach Świata w japońskim mieście Chiba. W tym samym roku zakończyła karierę sportową.

## Sukcesy sportowe
Mistrzostwa Polski:
- 1993
- 1991, 1992, 1995

Igrzyska Dobrej Woli
- 1994

Mistrzostwa Europy
- 1995 (drużynowo)